# Benno Fürmann
Benjamin Benno Fürmann (n. 17 de enero de 1972) es un actor alemán de cine y televisión.

## Biografía
Benno Fürmann nació en Berlín-Kreuzberg. A la edad de 15 años quedó huérfano de ambos padres. A los 17 años, tuvo un serio accidente mientras practicaba train surfing y tuvo que pasar seis semanas en el hospital como resultado. Fürmann abandono la escuela hacia 10º grado, el 11o año de escuela y después trabajó como camarero y guardia de seguridad. En 1991 fue a Nueva York y estudió actuación en la Lee Strasberg Theatre Institute.
Fürmann tiene una hija llamada Zoe y vive en Berlín.

### Películas
| Año 2019 | Título Intrigó:muerte de un autor                                      | Personaje David                     | Notas |
| -------- | ---------------------------------------------------------------------- | ----------------------------------- | ----- |
| 2014     | Nach dem Überfall                                                      | Micha                               |       |
| 2014     | Die Einsamkeit des Killers vor dem Schuss                              | Koralnik                            |       |
| 2014     | Nachthelle                                                             | Bernd                               |       |
| 2014     | Von Glücklichen Schafen/Of Happy Sheep                                 | Klaus                               |       |
| 2013     | In einem wilden Land                                                   | Oberst Graf Arnim von Hohenberg     |       |
| 2013     | Der fast perfekte Mann                                                 | Ulf                                 |       |
| 2013     | Weniger ist mehr                                                       | Frank Schuster                      |       |
| 2013     | Der blinde Fleck                                                       | Ulrich Chaussy                      |       |
| 2013     | Hai-Alarm am Müggelsee                                                 | Der reiche Mann von Friedrichshagen |       |
| 2013     | Alles Schwindel                                                        | Graf Leopold                        |       |
| 2012     | Lara                                                                   |                                     |       |
| 2011     | Tom Sawyer                                                             | Indio Joe                           |       |
| 2011     | In Darkness                                                            | Mundek Margulies                    |       |
| 2010     | Der Mauerschütze                                                       | Dr. Stefan Kortmann                 |       |
| 2010     | Die Grenze                                                             | Rolf Haas                           |       |
| 2010     | Teufelskicker                                                          | Moritz' Vater                       |       |
| 2009     | Dinosaurier                                                            | Jo Schwertlein                      |       |
| 2009     | Überlebensstrategien für das neue Jahrtausend                          | Werner Krupp                        |       |
| 2009     | El caso Farewell                                                       |                                     |       |
| 2009     | Amigos para siempre                                                    | Johnny Mauser (voice)               |       |
| 2009     | Die Rechnung                                                           | Amigo #1 - Namibia                  |       |
| 2009     | Hinter Kaifeck                                                         | Marc Barenberg                      |       |
| 2009     | Deutschland 09 - 13 kurze Filme zur Lage der Nation                    | Herr Feierlich                      |       |
| 2009     | Die wilden Hühner und das Leben                                        | Lehrer Grünbaum                     |       |
| 2008     | Jerichow                                                               | Thomas                              |       |
| 2008     | Nordwand (Cara norte)                                                  | Toni Kurz                           |       |
| 2008     | Crónicas mutantes                                                      | Teniente Maximillian von Steiner    |       |
| 2008     | Speed Racer                                                            | Inspector Detector                  |       |
| 2007     | ¿Por qué los hombres no escuchan y las mujeres no entienden los mapas? | Jan Rietmüller                      |       |
| 2007     | Survivre avec les loups                                                | Reuven                              |       |
| 2007     | Pornorama                                                              | Freddie                             |       |
| 2007     | Die wilden Hühner und die Liebe                                        | Lehrer Grünbaum                     |       |
| 2006     | Cruzadas: Atrapado en el tiempo                                        | Thaddeus                            |       |
| 2006     | La tormenta del siglo                                                  | Jürgen Urban                        |       |
| 2006     | Die wilden Hühner                                                      | Lehrer Grünbaum                     |       |
| 2005     | Jack und Bob                                                           | Gigi Parma                          |       |
| 2005     | Feliz Navidad                                                          | Nikolaus Sprink                     |       |
| 2005     | Gespenster                                                             | Oliver                              |       |
| 2004     | El reino del anillo                                                    | Eric / Siegfried                    |       |
| 2004     | Kleine Schwester                                                       | Ulf Weinhold                        |       |
| 2003     | Devorador de pecados                                                   | William Eden                        |       |
| 2003     | Mi casa en Umbria                                                      | Werner                              |       |
| 2003     | Wolfsburg                                                              | Philipp Gerber                      |       |
| 2002     | Desnudos                                                               | Felix                               |       |
| 2001     | Das Staatsgeheimnis                                                    | Lars                                |       |
| 2001     | Jeans                                                                  |                                     |       |
| 2000     | La princesa y el guerrero                                              | Bodo Riemer                         |       |
| 2000     | Kanak Attack                                                           | Der Neue                            |       |
| 2000     | Freunde                                                                | Nils                                |       |
| 2000     | Anatomía                                                               | Hein                                |       |
| 1999     | Ne günstige Gelegenheit                                                | Gosbert Klee                        |       |
| 1999     | St. Pauli Nacht                                                        | Johnny                              |       |
| 1999     | Pünktchen und Anton                                                    | Carlos                              |       |
| 1998     | Mein Freund, der Bulle                                                 | Christian                           |       |
| 1998     | Der Eisbär                                                             | Fabian                              |       |
| 1998     | Candy                                                                  | Robert                              |       |
| 1998     | Kiss My Blood                                                          | John                                |       |
| 1998     | Die Bubi Scholz Story                                                  | Gustav 'Bubi' Scholz - jung         |       |
| 1997     | Scarmour                                                               | Carl                                |       |
| 1996     | Und tschüss! In Amerika                                                | Günther 'Günni' Dobrinski           |       |
| 1996     | Das erste Mal                                                          | Ike                                 |       |
| 1996     | Landgang für Ringo                                                     | Ringo                               |       |
| 1996     | Und tschüss! Auf Mallorca                                              | Guenni Dobrinski                    |       |
| 1995     | California Convertible                                                 |                                     |       |
| 1995     | Tot auf Halde                                                          | Bruno                               |       |
| 1995     | Grenzgänger                                                            |                                     |       |
| 1994     | Tödliches Netz                                                         | Chet                                |       |
| 1994     | Lemgo                                                                  | Junkie                              |       |
| 1994     | Einfach nur Liebe                                                      | Mamba                               |       |
| 1993     | Schicksalsspiel                                                        | Knacki                              |       |
| 1993     | Durst                                                                  | Schueler                            |       |
| 1993     | Schuld war nur der Bossa Nova                                          | Little Joe                          |       |
| 1993     | Die ungewisse Lage des Paradieses                                      |                                     |       |

## Premios y nominaciones
- 1999 German Television Award Mejor actor en un papel principal, por: Die Bubi Scholz Story
- 2000 Bavarian Film Awards, Mejor Actor[1]